# Brunelleschi (cráter)
Brunelleschi  es un cráter de impacto de 128,57 km de diámetro del planeta Mercurio. Debe su nombre al arquitecto italiano Filippo Brunelleschi (1377-1446), y su nombre fue aprobado por la  Unión Astronómica Internacional en 1976.